# Elizabeth H. Blackburn
Elizabeth H. Blackburn (26. studenog 1948., Hobart, Tasmanija) australska je znanstvenica koja je 2009. godine osvojila Nobelovu nagradu za fiziologiju ili medicinu. Nagradu je dobila zajedno s američkim znanstvenicima Jackom Szostakom i Carol Greider za otkriće kako su kromosomi zaštićeni telomeroma. Blackburn je prva Australka koja je dobila Nobelovu nagradu.
Profesorica je biologije i fiziologije na Kalifornijskom sveučilištu, San Francisco.

## Vanjske poveznice
- Informacije o Nobelovoj nagrada
- Authors@Google: Elizabeth Blackburn. Blackburn objašnjava znanost telomera. 20. kolovoza 2008.